# جو جونسون (لاعب كرة قدم أمريكية)
جو جونسون (بالإنجليزية: Joe Johnson)‏ هو لاعب كرة قدم أمريكية أمريكي، ولد في 21 ديسمبر 1962 في واشنطن العاصمة في الولايات المتحدة.

## وصلات خارجية
- جو جونسون على موقع مرجع كرة القدم المحترفة.كوم (الإنجليزية)